# Nhóm ngôn ngữ Tani
Nhóm ngôn ngữ Tani (tên thay thế là nhóm ngôn ngữ Miri, Adi-Galo-Mishing-Nishing-Tagin (Bradley 1997), hay Aborifer-Miri-Dafla (Matisoff 2003)), là một nhóm ngôn ngữ thuộc ngữ hệ Hán-Tạng được nói chủ yếu ở Arunachal Pradesh, Ấn Độ và các vùng lân cận.

## Phân bố
Nhóm ngôn ngữ Tani được nói bởi khoảng 600.000 người ở Arunachal Pradesh (trong đó có tiếng Adi, tiếng Apatani, tiếng Galo, tiếng Mising, tiếng Nyishi, tiếng Hill Miri, tiếng Tagin nói ở Đông Kameng, Tây Kameng, Papumpare, Lower Subansiri, Upper Subansiri, Tây Siang, Đông Siang, Upper Siang, Lower Dibang Valley và Lohit của Arunachal Pradesh và Dhemaji, Bắc Lakhimpur, Sonitpur v.v... của Assam). Chỉ riêng ở Arunachal Pradesh, khu vực nói tiếng Tani có diện tích khoảng 40.000 km2, tương đương một nửa diện tích của bang này. Có các cộng đồng người Tani rải rác ở bên kia biên giới Trung-Ấn, tại các khu vực lân cận thuộc Mêdog (người Miguba), Mainling (người Bokar và người Tagin) và Lhünzê (người Bangni, người Na, người Bayi, người Dazu và người Mara) của Tây Tạng. Tại đây, người Tani, cùng với các dân tộc nói các ngôn ngữ phi Tani (Idu và Taraon), được chính phủ Trung Quốc coi là người Lhoba.

## Phân loại
Nhóm ngôn ngữ Tani được phân loại "an toàn" là một nhánh riêng biệt trong ngữ hệ Hán-Tạng. Họ hàng gần nhất của họ có thể là hai ngôn ngữ Digaro về phía đông: Taraon và Idu; Tôn Hoằng Khai (1993) là người đầu tiên đề xuất điều này, nhưng một mối quan hệ chưa được chứng minh một cách hệ thống. Blench (2014) gợi ý rằng nhóm ngôn ngữ Tani có lớp nền Đại Siang, với các ngôn ngữ Đại Siang là một họ ngôn ngữ phi Hán-Tạng bao gồm cụm Idu-Taraon và các ngôn ngữ Siang.
Mark Post (2015) quan sát thấy rằng nhóm ngôn ngữ Tani về kiểu hình giống với ngôn ngữ trong vùng ngôn ngữ Đông Nam Á lục địa, nơi ngôn ngữ thường có đặc điểm hình thái-cú pháp kiểu creole, khác với các ngôn ngữ khác trong "vùng văn hoá Tạng". Post (2015) cũng lưu ý rằng văn hóa Tani tương tự như văn hóa bộ lạc đồi núi Đông Nam Á lục địa, và không quá thích nghi với môi trường vùng núi lạnh lẽo.
Một phân loại tạm thời của Tôn (1993) cho rằng nhóm ngôn ngữ Tani là một nhánh chính của ngữ hệ Tạng-Miến (trong ngữ hệ Hán-Tạng), bao gồm:
- Tani Đông (Adi/Abor) 
  - ?Damu
  - Bori
  - Mishing (còn gọi là Miri Đồng bằng) - Padam (Bor Abor) - Minyong
- Tani Tây
  - Apatani (còn gọi là Apa)
  - Nishi 
    - ?Bokar (bao gồm Palibo và Ramo)
    - Nishi (E. Dafla, Nishing; có thể bao gồm Nyisu, Yano), Tagin (W. Dafla), Bangni (Na), Hill Miri (Sarak) Gallong (Duba, Galo)

Đối với nhóm Tani Đông, van Driem (2008) thêm các ngôn ngữ sau:
Shimong, Tangam, Karko, Pasi, Panggi, Ashing
Theo truyền thống, Milang đã được phân loại là một ngôn ngữ Tani khác biệt, nhưng vào năm 2011 đã được phân loại lại vào nhóm ngôn ngữ Siang (Post & Blench 2011).
Ngôn ngữ Tani nguyên thủy được Tôn Hoằng Khai (1993) phục dựng một phần. Một lượng lớn từ được phục dựng có từ cùng gốc trong các ngôn ngữ Hán-Tạng khác. Trái lại, rất nhiều từ vựng Tani nguyên thủy lại vắng mặt trong phần còn lại của hệ Hán-Tạng (Post 2011). Hầu hết đặc điểm ngữ pháp Tani dường như chỉ là mang tính thứ cấp, khác biệt với những đặc điểm ngữ pháp trong tiếng Cảnh Pha hay các ngôn ngữ Kiranti (Post 2006)) (hai nhóm Hán-Tạng mang nhiều nét nguyên thủy). Post (2012) cho thấy Apatani và Milang có lớp nền phi Tani, và các ngôn ngữ Tani thời xưa khi lan rộng đã hoà trộn với các ngôn ngữ phi Tani.
Mark Post (2013) đề xuất phân loại sửa đổi sau đây cho nhóm ngôn ngữ Tani.
- Tani
  - ?Milang
  - Tani Đông 
    - Bori
    - Siang (Adi) 
      - Minyong
      - Mising
      - Pasi
      - Padam

  - Tani tiền-Tây 
    - Tangam, Damu ?
    - Tani Tây 
      - Apatani
      - Subansiri 
        - Bangni - Tagin
        - Nyishi - Hill Miri
        - Galo 
          - Lare
          - Pugo

## Từ vựng
Tôn (1993: 254-255) liệt kê 25 từ sau trong hai nhánh Tani Tây và Tani Đông.
| Từ                  | Tani Tây nguyên thủy | Tani Đông nguyên thủy |
| ------------------- | -------------------- | --------------------- |
| nước tiểu, nước đái | *sum                 | *si                   |
| đui, mù             | *mik-čiŋ             | *mik-maŋ              |
| miệng               | *gam                 | *nap-paŋ              |
| mũi                 | *ñV-pum              | *ñV-buŋ               |
| gió                 | *rji                 | *sar                  |
| mưa                 | *mV-doŋ              | *pV-doŋ               |
| sấm                 | *doŋ-gum             | *doŋ-mɯr              |
| chớp                | *doŋ-rjak            | *ja-ri                |
| cá                  | *ŋo-i                | *a-ŋo                 |
| hổ, cọp             | *paŋ-tə              | *mjo/mro              |
| rễ                  | *m(j)a               | *pɯr                  |
| ông lão, ông già    | *mi-kam              | *mi-ǰiŋ               |
| làng                | *nam-pom             | *duŋ-luŋ              |
| kho thóc            | *nam-suŋ             | *kjum-suŋ             |
| năm                 | *ñiŋ                 | *tak                  |
| bán                 | *pruk                | *ko                   |
| hơi thở             | *sak                 | *ŋa                   |
| băng ngang/sang     | *rap                 | *koŋ                  |
| đến                 | *-ki                 | *pɯŋ                  |
| nói                 | *ban±man             | *lu                   |
| giàu                | *mi-tə~mi-ta         | *mi-rem               |
| mềm                 | *ñi-mjak             | *rə-mjak              |
| say                 | *kjum                | -                     |
| sau                 | *-kur                | *lat²                 |
| mười                | *čam                 | *rjɯŋ                 |